# Bruno Parma
Bruno Parma est un joueur d'échecs slovène né le 30 décembre 1941 à Ljubljana. Grand maître international depuis 1963, il fut champion du monde junior en 1961 et participa à huit olympiades d'échecs.

## Carrière

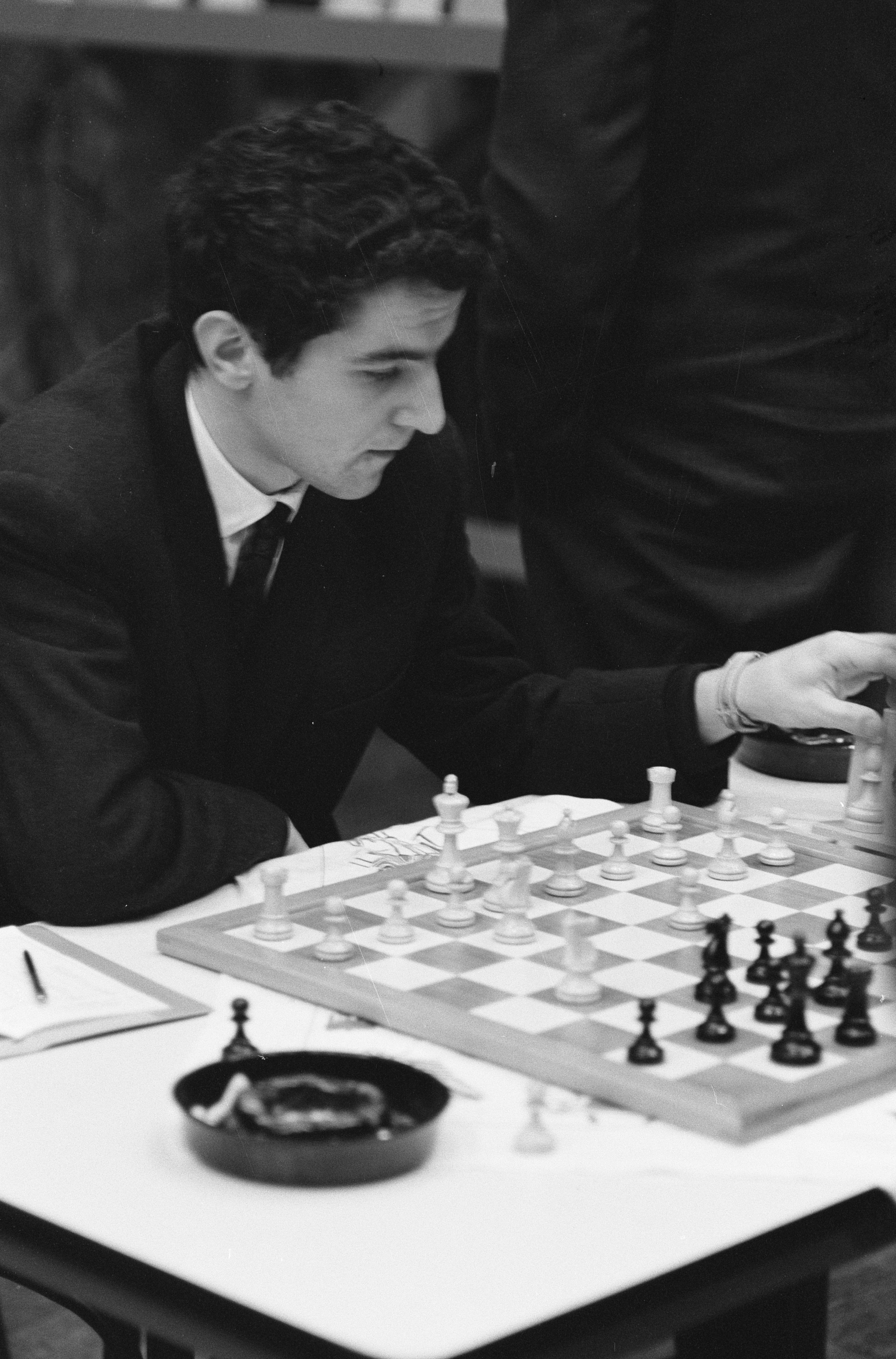
Bruno Parma au tournoi des hauts fourneaux de Beverwijk en 1963 où il finit troisième.

Parma fut champion de Slovénie à deux reprises (en 1959 et 1961) et champion du monde junior en 1961 à La Haye devant Florin Gheorghiu.
En 1962, il remporta le tournoi de Beverwijk B, puis le deuxième tournoi Costa del Sol à Torremilos (ex æquo avec Szabo et F. Pérez). L'année suivante, en 1963, 
il finit troisième du tournoi de Beverwijk principal (derrière Jan Donner et David Bronstein) et obtint le titre de grand maître international.
Il remporta le tournoi d'échecs de Reggio Emilia à deux reprises : en 1965-1966 et 1970-1971.
Ses autres succès comprennent des victoires à 
- Polanica-Zdroj (mémorial Rubinstein) 1964 en Pologne,
- Bucarest 1968 (+5 =7),
- Sarajevo 1970 (ex œquo avec  Ljubojevic),
- Nathanya 1971 (ex œquo avec Kavalek),
- Vrsac 1973 (ex œquo avec Tringov, devant Wolfgang Uhlmann),
- Maribor 1977 et
- Kilonia 1978.

En 1965, il finit  deuxième derrière Donner à Amsterdam (tournoi IBM) (+3 =6) et quatrième (+5 =14) à Zagreb derrière Ivkov, Uhlmann et Petrossian, ex œquo avec Portisch et devant Bronstein et Larsen. Son meilleur résultat dans le championnat yougoslave fut une troisième place obtenue en 1968.
Bruno Parma a participé à huit olympiades d'échecs pour la Yougoslavie de 1962 à 1980 (en 1962, 1964, 1966, 1968, 1970, 1974, 1978 et 1980), remportant quatre médailles d'argent et deux médailles de bronze par équipe.